# 大白鹭
大白鷺（学名：Ardea alba），别名白鹭鸶、鹭鸶、风漂公子、白漂鸟、冬庄。鹭科蒼鷺屬的一种。其种加词“alba”意为“白色的”。

## 生态环境
稻田、沙滩、泥滩及沿海小溪流，成散群出現。

## 分布地域
非洲、欧洲、亚洲及大洋洲。

## 特征

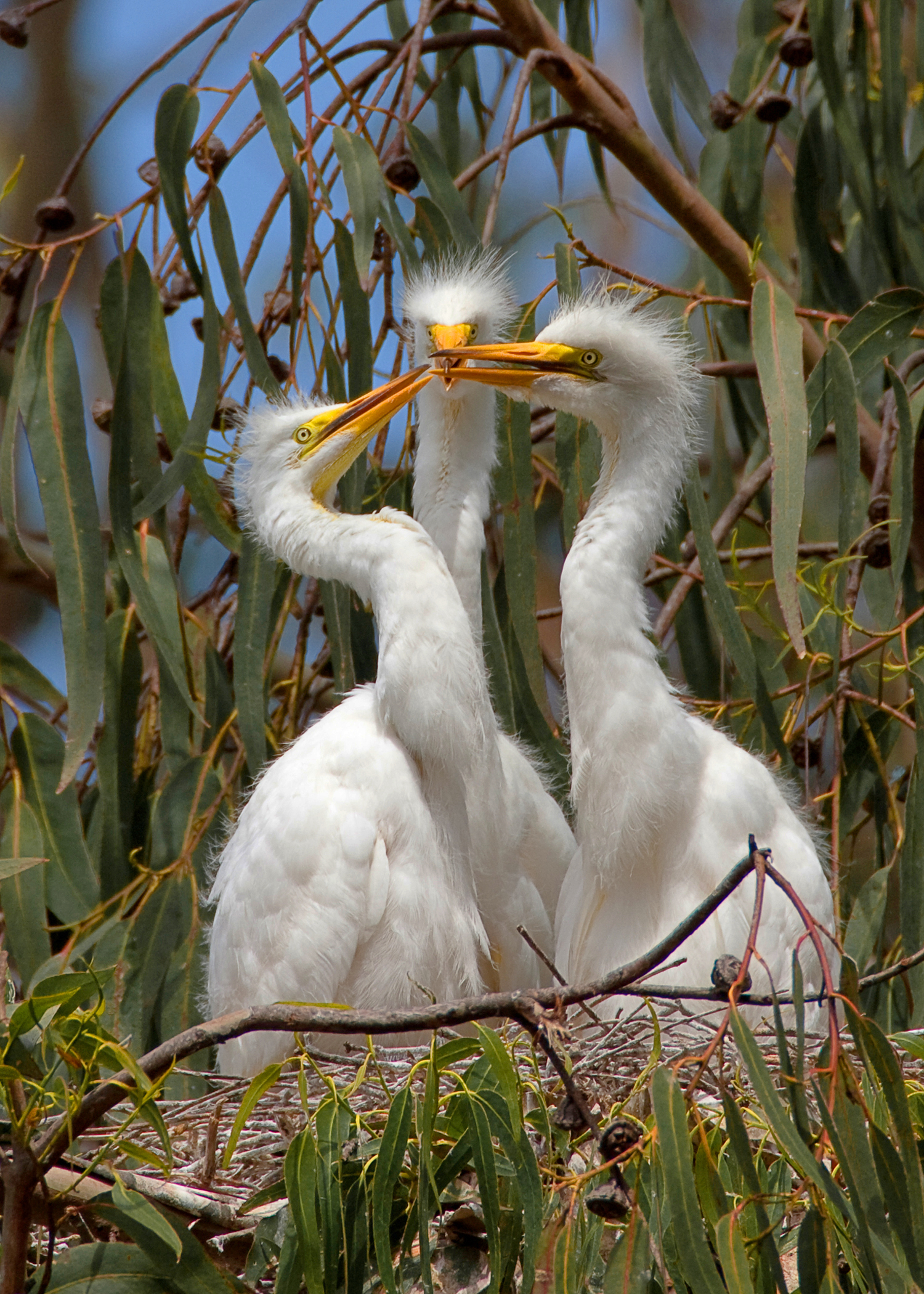
三只大白鹭雏鸟

体长90cm，全身體羽白色，繁殖期間背部有飾羽；黑脚，黑腿，腿上部份帶綠或紅；细长黃喙，繁殖期間全部或部份會變成黑色；叫声-于繁殖巢群中发出呱呱叫声。

## 食物
鱼、甲壳动物和昆虫，偶爾也會捕食鼠類。

## 繁殖
與其他水鳥一起在樹枝於樹上築巢，繁殖期為3-9月。

## 亞種
本種分為4個亞種，如下表：
| 名稱                      | 分佈                           | 特微                                           | 俗名       |
| ------------------------- | ------------------------------ | ---------------------------------------------- | ---------- |
| Ardea alba alba           | 非洲、歐亞大陸至日本北部       | 繁殖期：黃嘴染黑、有背飾羽、眼先藍綠、無胸飾羽 | 西方大白鷺 |
| Ardea alba modesta        | 亞洲東部和南部、日本南部至澳洲 | 繁殖期：黑嘴、有背飾羽                         | 東方大白鷺 |
| Ardea alba melanorhynchos | 塞內加至依索匹亞，非洲南部     |                                                | 無         |
| Ardea alba egretta        | 加拿大南部                     |                                                | 無         |

## 文化
大白鹭的圖像描畫在巴西5雷亞爾鈔票背面上, 新西蘭$2硬幣上亦有大白鹭的圖像。

## 圖集

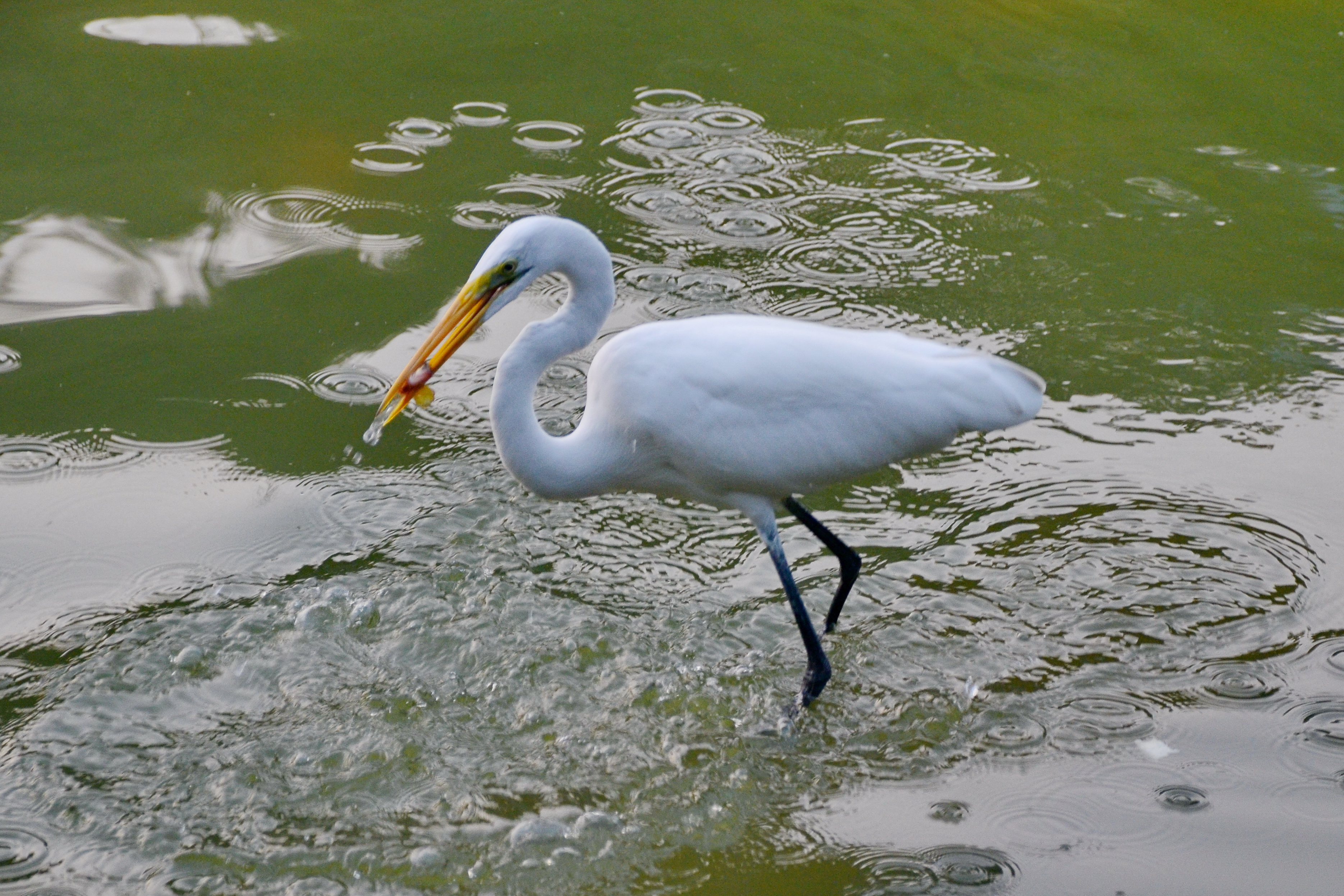
東方大白鷺捕魚
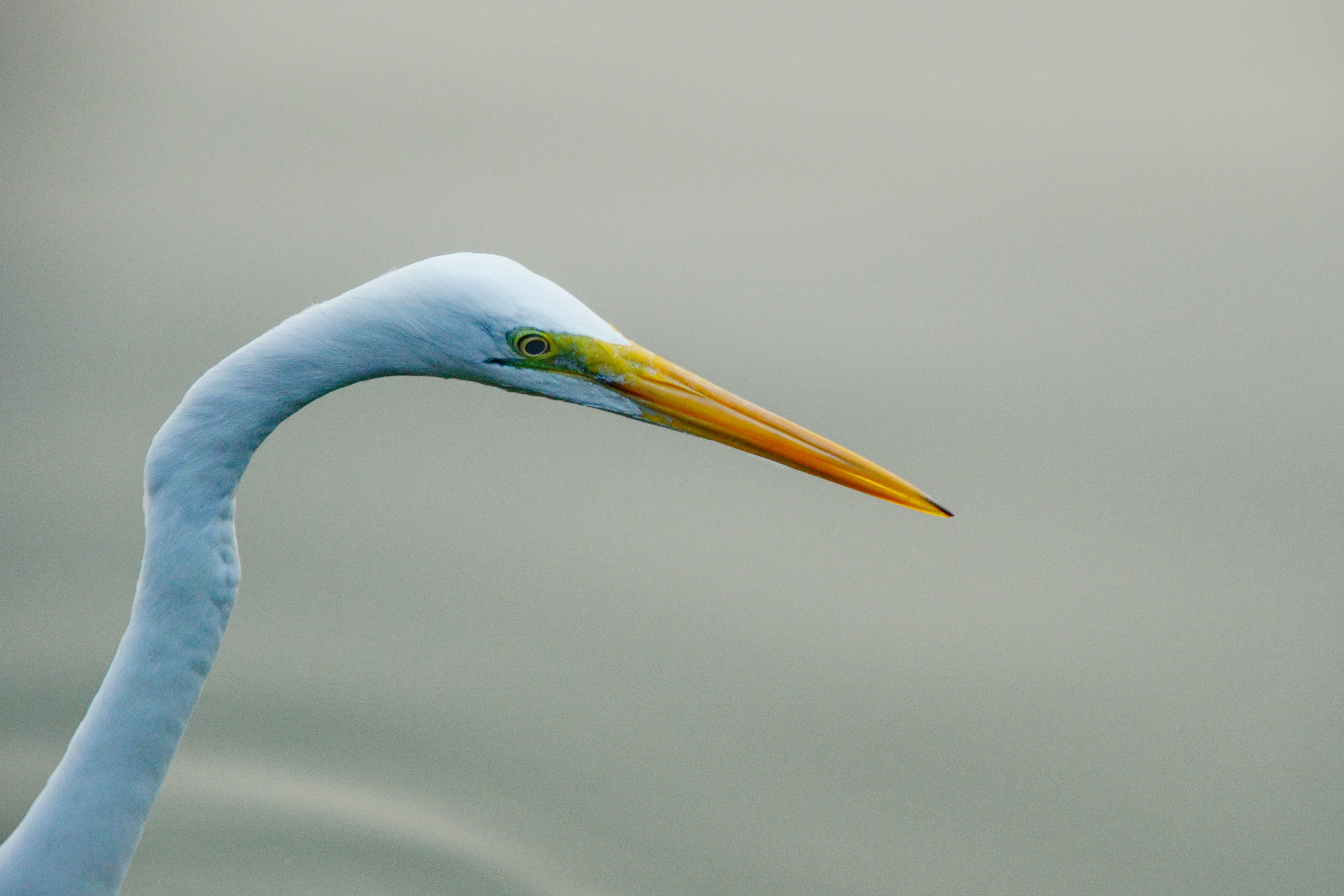
東方大白鷺，在非繁殖期的冬季時嘴喙呈黃色，春季時變為黑色。
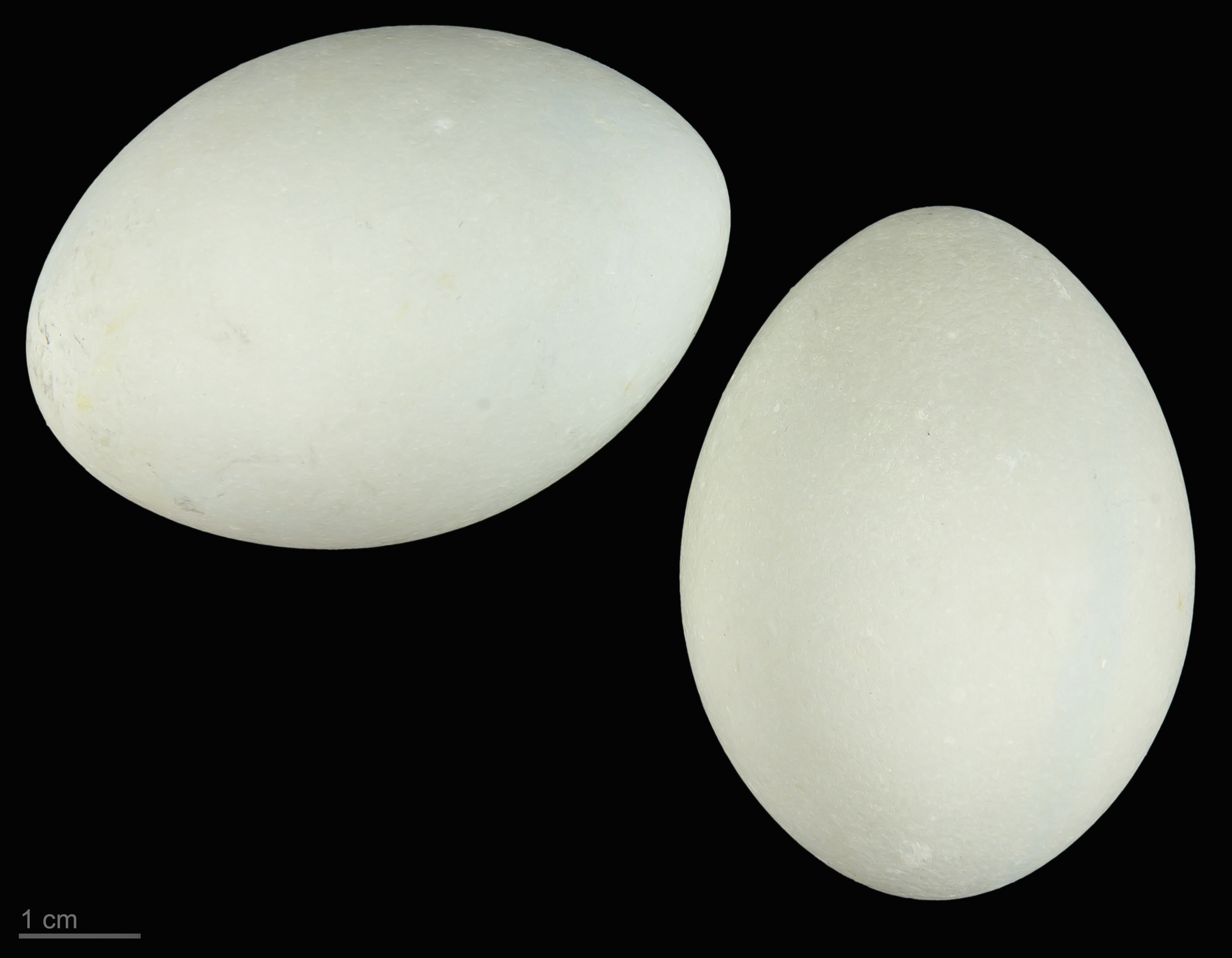
卵 Ardea alba melanorhynchos
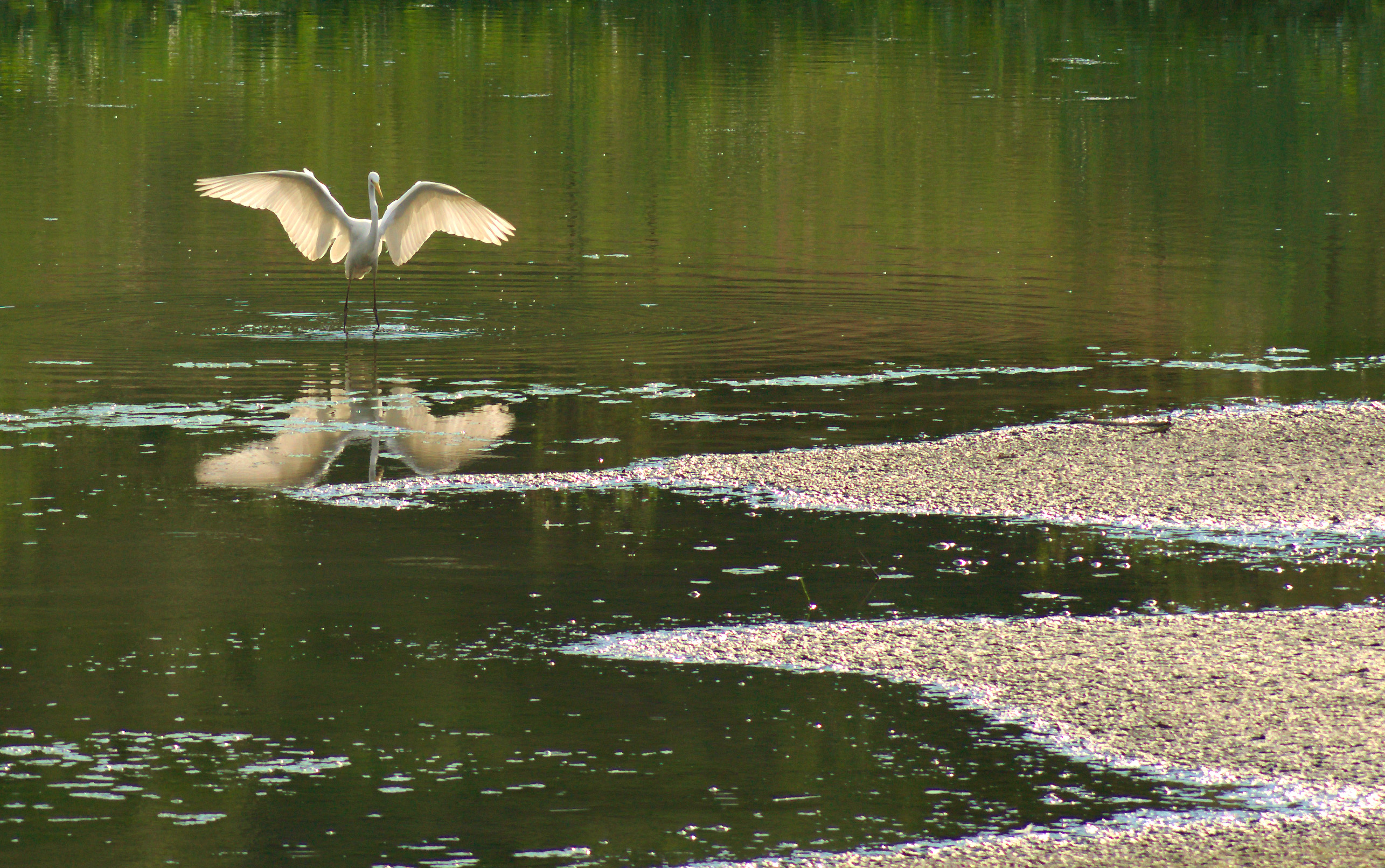
池塘上的大白鹭

## 另見
- 中白鹭
- 小白鹭

## 外部連結
- 大白鹭集体捕食（页面存档备份，存于）
- 大白鷺和中白鷺差在哪裡？ （页面存档备份，存于）
- 大白鷺和小白鷺差在哪？ （页面存档备份，存于）
- 世界鳥類數據庫